# Filo (náutica)
En náutica, filo es la línea que indica la dirección del viento
El término filo se emplea también en las locuciones siguientes:
- bracear al filo: véase bracear
- caer cerca del filo del viento: presentar el buque su proa más a barlovento de resultas de una cabezada con balance a un tiempo, estando a la capa. De suerte que la vela de cruz con que se capea, se acerca mucho a coincidir con la dirección del viento.
- estar al filo: se dice al virar en un barco de vela por avante cuando el viento está exactamente por la proa.
- perder el filo el viento: se dice, cuando intentando llevar un aparejo al filo mientras se vira en redondo, no se consigue.